# De Essen (Oldenzaal)
De Essen is een wijk in het noorden van de Nederlandse stad Oldenzaal. De wijk bevindt zich ten noorden van het centrum, en wordt daar middels de provinciale rondweg van gescheiden. De wijk telt 4.475 inwoners en is daarmee een van de grotere wijken in Oldenzaal.
In de wijk bevinden zich onder andere een winkelcentrum, een sporthal, diverse basisscholen en een huisartsenpraktijk inclusief apotheek. Tussen De Essen en de wijk Graven Es bevinden zich voorts een sportcomplex en het Oldenzaalse stadspark De Roosboer. Aan de oostelijke rand van de wijk is er een zonnewijzer.

## Oorsprong en opzet
Het grondgebied waarop de wijk is gebouwd behoorde tot 1 juli 1955 tot de gemeente Losser. In het kader van de uitbreidingsplannen werden toen delen van de gemeente Losser rond de stadskern van Oldenzaal door deze stad geannexeerd. In de jaren 70 is begonnen met de aanleg van de wijk, welke eind jaren 80 is afgerond. Voordat de wijk gebouwd werd, bevond zich op de plaats van de wijk een es genaamd Hooge Esch. De naam van de wijk is hiervan afgeleid.
In de wijk bevinden zich vooral eengezinswoningen en de wijk heeft een groen karakter. Bijna alle straatnamen zijn vernoemd naar planten, die vroeger op de Hooge Esch groeiden.

## Verkeer en vervoer
De belangrijkste ontsluitingsweg van de wijk is de Essenlaan, waarop vrijwel alle overige straten in de wijk uitkomen. Voorts wordt de weg richting Weerselo ontsloten door de N343, richting Ootmarsum door de N736 en richting Hengelo, Enschede, Denekamp en De Lutte door de N342.
De wijk wordt bediend door twee buslijnen, waarbij de dienst wordt uitgevoerd door RRReis van Arriva:
- Lijn 64: Oldenzaal - Almelo via Vasse
- Lijn 66: Overdinkel - Almelo via Oldenzaal

Stad: Oldenzaal      Voormalige buurtschap: Berghuizen

Woonwijken: De Essen · De Thij · Graven Es · Zuid-Berghuizen     
Bedrijventerreinen: De Eekte · Hanzepoort · Het Hazewinkel · Jufferbeek

Overijssel · Steden en dorpen in Overijssel      Nederland · Provincies · Gemeenten